# Walter Meneses
Walter Meneses ist ein ehemaliger costa-ricanischer Fußballspieler auf der Position des Stürmers.

## Leben
Nach einer Spielzeit für Puebla (1944/45) stand Meneses zwei Jahre in Diensten der UD Moctezuma, mit der er 1947 sowohl den mexikanischen Pokalwettbewerb als auch den Supercup gewann. Anschließend wechselte er zum Stadtrivalen A.D.O., bei dem er bis zu dessen finanziell bedingten Rückzug aus der Primera División 1949 unter Vertrag stand. Mit insgesamt 32 Treffern, die er in diesen beiden Spielzeiten erzielte, avancierte er zum besten Stürmer in der Erstligageschichte der A.D.O. neben dem Peruaner Tulio Quiñones, der im selben Zeitraum mindestens 29 Tore erzielen konnte. Das erfolgreiche Sturmduo schoss rund die Hälfte aller 124 Tore, die A.D.O. in diesen beiden Jahre erzielte und trug maßgeblich dazu bei, dass A.D.O. nicht mehr in den unteren Tabellenrängen angesiedelt war wie in den Jahren zuvor.
In den nächsten Spielzeiten stand Meneses für jeweils eine Saison beim Club Asturias (1949/50) und bei seinem Exverein Puebla FC (1950/51) unter Vertrag. Anschließend spielte er jeweils zwei Jahre beim Club Marte und beim Club Atlante, bevor er 1955 zum Club Deportivo Oro wechselte, bei dem er 1959 seine aktive Laufbahn beendete.

## Erfolge
- Mexikanischer Pokalsieger: 1947
- Mexikanischer Supercup: 1947